# Tamba syndesma
Tamba syndesma là một loài bướm đêm trong họ Noctuidae.